# Srebrenica

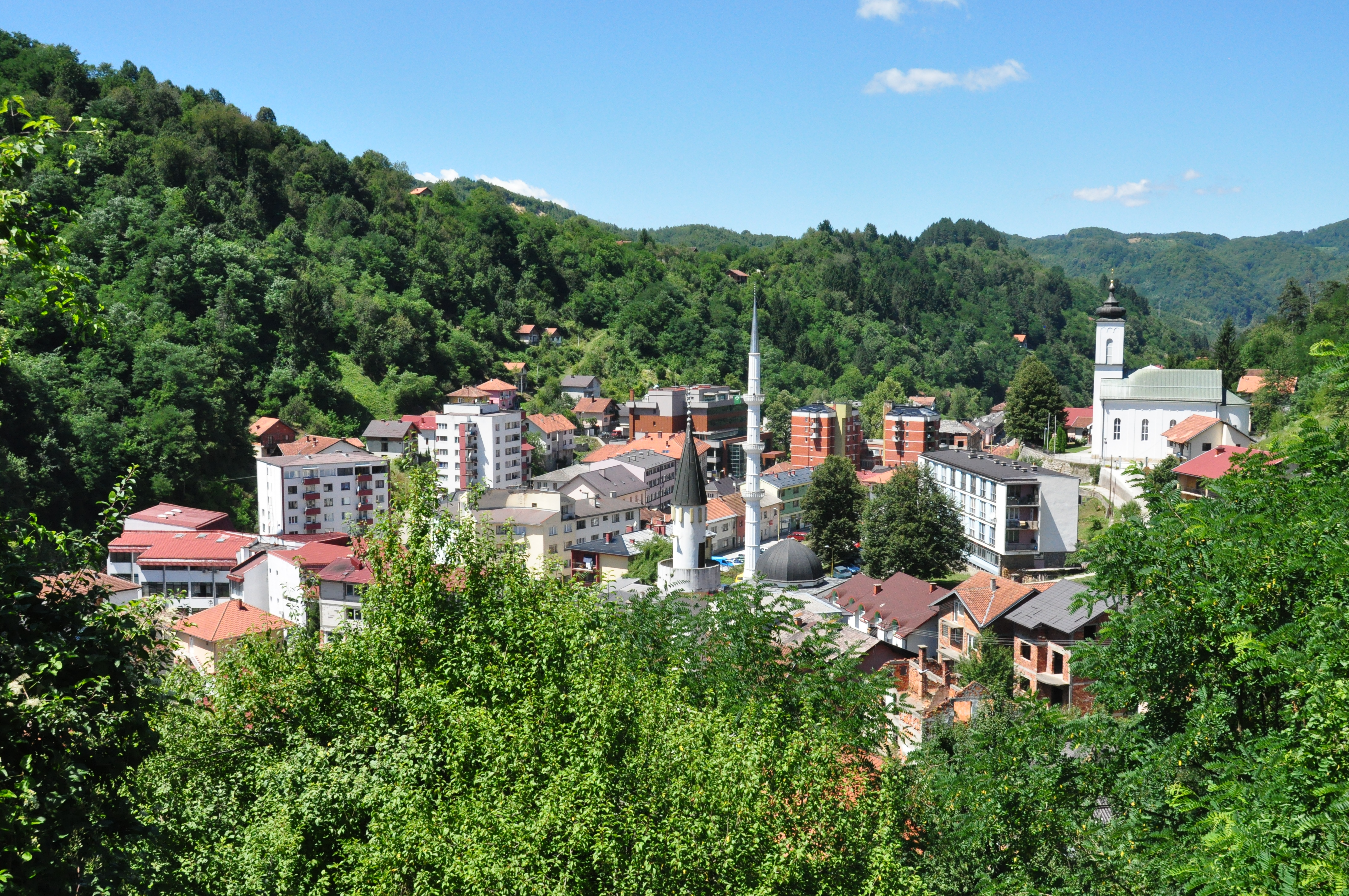
Blick auf den Ortskern von Srebrenica (2017)

Srebrenica (serbisch-kyrillisch Сребреница, deutsch früher Silberin) ist eine Stadt im Osten von Bosnien und Herzegowina, nahe der Grenze zu Serbien. Seit dem Abkommen von Dayton gehört sie zur Republika Srpska, einer von zwei Entitäten von Bosnien und Herzegowina.
Die Gemeinde hatte zur Volkszählung 2013 etwa 13.500 Einwohner, das entspricht einem durch den Bosnienkrieg bedingten Bevölkerungsverlust von fast zwei Dritteln gegenüber 1991.

## Geografie
Der Ort liegt in einem engen Talkessel zwischen den dicht bewaldeten Bergen Ostbosniens, die sich hier bis auf etwa 1000 m erheben. Im Süden bildet die Schlucht der Drina die natürliche Grenze zwischen der Gemeinde Srebrenica und Serbien; im Norden befindet sich in der Ebene das Städtchen Bratunac.

## Geschichte

### Von der ersten Erwähnung bis zum 19. Jahrhundert
Srebrenica wurde unter dem Namen Srebrenik erstmals im Jahre 1376 erwähnt. Zu diesem Zeitpunkt hatte es sich jedoch bereits zu einem wichtigen Wirtschafts- und Handelszentrum der westlichen Balkanhalbinsel entwickelt, dessen Bedeutung vor allem auf den reichen Silberbergwerken der Umgebung beruhte. Bereits die Römer wussten von den Erzvorkommen und beuteten sie z. B. nahe ihrer Siedlung Domavia aus. Zum Zeitpunkt der Ersterwähnung Srebrenicas hatte sich dort bereits eine größere Kaufmannskolonie der Ragusaner etabliert, da diese den Silberhandel innerhalb Bosniens kontrollierten und der Export über den Seeweg fast ausschließlich über den Hafen von Ragusa (Dubrovnik) abgewickelt wurde. Im Laufe des 14. Jahrhunderts siedelten sich zahlreiche deutsche Bergleute in der Region an, die den Silberbergbau weiter vorantrieben und ebenso wie in Siebenbürgen als „Sachsen“ bezeichnet wurden.
Nach seinem Bosnienfeldzug übergab König Sigismund Srebrenica 1411 an seinen Vasallen Stefan Lazarević, was ab der Mitte der 1420er Jahre zu heftigen Kämpfen zwischen Lazarević und dem bosnischen König Tvrtko II. um die reiche Stadt führte. Vor allem das Königreich Bosnien konnte den Verlust Srebrenicas schwer verkraften, deren Bergwerke nach den damaligen Quellen jährlich an die 20.000 Goldmünzen an Einnahmen brachten. Der Streit um Srebrenica verhinderte lange eine Zusammenarbeit der bosnischen Könige und serbischen Despoten gegen die anrückenden Osmanen, vielmehr wurden die osmanischen Sultane selbst von der einen oder anderen Seite um Hilfe gerufen.
Mit der ersten Eroberung Serbiens durch die Osmanen 1439 fiel Srebrenica an das Osmanische Reich. Nach deren Rückzug 1444 bemächtigte sich Stjepan Tomaš der Stadt und wehrte die Versuche von Đurađ Branković ab, die Herrschaft über Srebrenica zu erlangen. Diesem musste er es dennoch nach einem Schiedsspruch des osmanischen Sultans Murad II. im Jahre 1451 überlassen. Die Herrschaft Branković' dauerte ebenfalls nicht lange, da der Nachfolger von Murad, sein Sohn Mehmed II., zur endgültigen Eroberung Serbiens (1458–59) und anschließend Bosniens (1463) ansetzte.
Damit wurde auch Srebrenica von den Osmanen erobert. Das ansässige Franziskanerkloster wurde – wie in Jajce oder Zvornik – in eine Moschee umgewandelt. Die große Zahl der „Sachsen“ und Ragusaner, die beide überwiegend römisch-katholischen Glaubens waren, führte allerdings dazu, dass die Islamisierung in Srebrenica nach der osmanischen Eroberung wesentlich langsamer verlief als in den meisten anderen Städten des Landes. Mit dem schwindenden Einfluss der Republik Ragusa im nun zum Osmanischen Reich zählenden Bosnien nahm auch die wirtschaftliche Stärke und Bedeutung Srebrenicas sowie – bedingt durch den Niedergang der ragusanischen und deutschen Kolonien – die Zahl der christlichen Einwohner ab.

### Entwicklung seit dem 19. Jahrhundert bis in die 1980er Jahre
Der Berliner Kongress stellte 1878 die osmanischen Provinzen Bosnien, Herzegowina sowie den Sandschak von Novi Pazar unter Verwaltung der Doppelmonarchie Österreich-Ungarn. Die formale Annexion der Provinzen erfolgte im Jahre 1908.
Im Ersten Weltkrieg war eines der Hauptkampfgebiete der Region in Ostbosnien und der Drina gelegen, von wo aus die Einheiten Österreich-Ungarns in Richtung Königreich Serbien vorrückten. Im Spätsommer 1914 wurde Srebrenica von serbischen Freiwilligen unter Kosta Todorović eingenommen. Kurz darauf wurden diese von Einheiten der Doppelmonarchie vertrieben; sie töteten den serbischen Kommandanten und nahmen zusammen mit muslimisch-kroatischen Legionären Vergeltung an der Zivilbevölkerung.
Auch im Zweiten Weltkrieg war Srebrenica Kriegsschauplatz. Nach Smail Balić starben in Srebrenica 2000 Muslime durch Tschetniks und andere extreme serbische Organisationen.
Nach der Schlacht an der Sutjeska im Mai und Juni 1943 verlor die Jugoslawische Volksbefreiungsarmee (NOV) einige Wochen die Kontrolle über Srebrenica und einige andere Orte. Die kroatische Ustascha beging in dieser Zeit ein Massaker unter der serbischen Zivilbevölkerung; dann eroberte die NOV Olovo, Srebrenica und Zvornik zurück.
Im 19. Jahrhundert wurde die Bedeutung der arsenhaltigen Mineralquellen von Guber, etwa zwei Kilometer östlich des Stadtzentrums, erkannt (die bekannteste ist Crni Guber). Zunächst wurde das Wasser abgefüllt und von Mattoni europaweit verschickt. Im 20. Jahrhundert errichtete man Hotels und Kureinrichtungen. 1980 hatte das Kurbad mehr als 25.000 Gäste.

### Im Bosnienkrieg

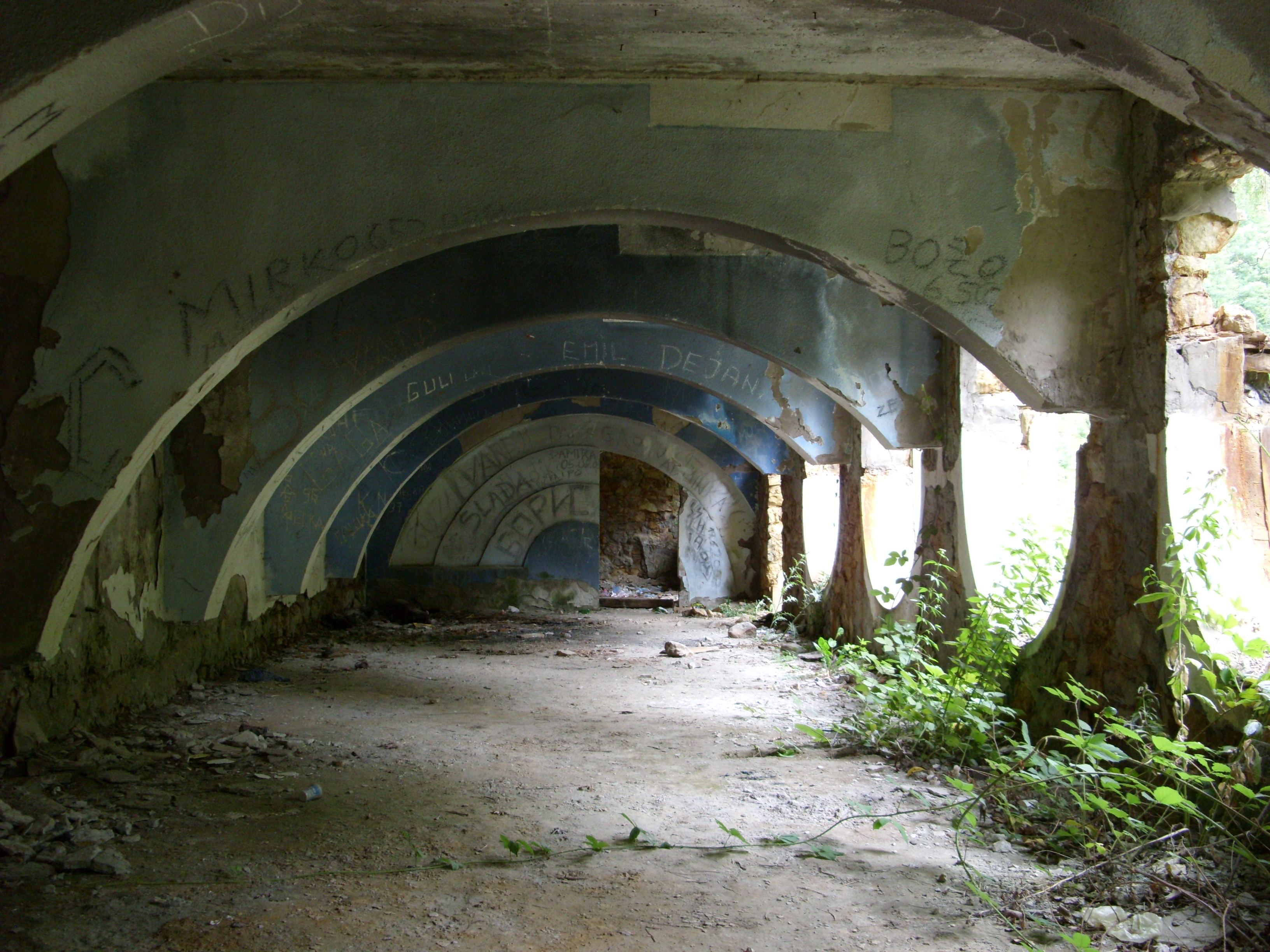
Ruinen des Heilbades Guber

Srebrenica wurde am 17. April 1992, elf Tage nach Beginn des Bosnienkrieges, erstmals von serbischen paramilitärischen Kräften angegriffen. Dabei kam es zu Plünderungen und Verwüstungen. Am 6. Mai sammelten sich die bosniakischen Truppen zur Rückeroberung der Stadt. Am 8. Mai wurde Goran Zekić, ein Führer der serbischen Gemeinde, in einem Hinterhalt ermordet, woraufhin erste Serben aus der Stadt flohen oder vertrieben wurden. Am 9. Mai errangen bosniakische Verbände unter Naser Orić die Kontrolle über die Stadt. Zur Vergeltung wurden mehrere serbische Dörfer in der Gegend niedergebrannt, woraufhin die meisten Serben Srebrenica verließen. Die Zahl der tatsächlichen serbischen Opfer ist bis heute umstritten. In einer Dokumentation des Niederländischen Instituts für Kriegsdokumentation wird unter Bezugnahme auf serbische Quellen von mindestens 1000 serbischen Zivilisten ausgegangen. Das Research and Documentation Center in Sarajevo nennt eine Zahl von 424 bzw. 446 serbischen Soldaten und 119 serbischen Zivilisten, die im Rahmen der Kampfhandlungen getötet wurden.
Im Sommer 1992 begann die dreijährige Belagerung der Stadt. Erst im März 1993 traf der erste Hilfskonvoi der UN in Srebrenica ein. Zwischenzeitlich hatte sich die Bevölkerungszahl durch Flüchtlinge aus den umliegenden Gebieten deutlich erhöht. Am 16. April 1993 erklärte der UN-Sicherheitsrat durch die Resolution 819 Srebrenica zur UN-Schutzzone.
Internationale Aufmerksamkeit erfuhren im Juli 1995 die Stadt und die Lage der Flüchtlinge in der bosniakischen Enklave – damals eine UN-Schutzzone –, als bosnische Serben unter Führung des Generals Ratko Mladić die Stadt eroberten, über 8000 männliche Personen ab 13 Jahre verschleppten und im Massaker von Srebrenica ermordeten.

### Nach Ende des Bosnienkrieges
Bosniaken zogen nach Ende des Krieges nur zögerlich in die Stadt und das Umland zurück. 2020 hielten sich der bosniakische und der serbische Bevölkerungsanteil in etwa die Waage. Arbeitslosigkeit, Armut und Korruption blieben weit verbreitet. 2007 gab es von Bosniaken den Versuch, sich von der Republika Srpska unabhängig zu machen und einen Status zu erlangen, der dem des Brčko-Distrikts gleichen sollte. Diese Initiative scheiterte. 2016 wurde Mladen Grujičić zum Bürgermeister der Stadt gewählt. Er leugnet den Völkermord von Srebrenica durchgehend.

## Bevölkerung
Im Jahre 1991 hatte der Gemeindekreis Srebrenica 36.666 Einwohner; davon bezeichneten sich 75 % als Bosniaken, 23 % als Serben und 2 % als Angehörige anderer Volksgruppen. Die Stadt selbst hatte 11.673 Einwohner, davon 64 % Bosniaken und 28 % Serben. Von den 80 Dörfern in der Gemeinde waren 23 mehrheitlich serbisch, die restlichen überwiegend bosniakisch. Die meisten Dörfer waren ethnisch homogen, gemischte Bevölkerung bildete die Ausnahme.
Im Bosnienkrieg änderte sich die Bevölkerungszusammensetzung dramatisch. Die meisten bosniakischen Bewohner wurden vertrieben, flohen oder fielen den Truppen der Republika Srpska zum Opfer. Gleichzeitig gab es Übergriffe bosniakischer Truppen auf die serbischen Dörfer der Region.
Mittlerweile sind einige Tausend Bosniaken in die Gemeinde zurückgekehrt, nachdem die Region nach 1995 praktisch verlassen war, so dass heute wieder eine bosniakische Bevölkerungsmehrheit besteht. Die Serben sind zumeist Flüchtlinge aus den Vororten Sarajevos.
Zur Volkszählung 2013 hatte die Gemeinde Srebrenica nur noch 13.409 Einwohner, also knapp zwei Drittel weniger als 1991. Davon bezeichneten sich 7.248 als Bosniaken (54,1 %), 6.028 als Serben (44,9 %) und 133 als Angehörige einer anderen oder keiner ethnischen Gruppe (1 %).

## Persönlichkeiten
- Selman Selmanagić (1905–1986), Architekt und Dozent
- Naser Orić (* 1967 in Potočari), Kommandeur der Armee der Republik Bosnien und Herzegowina in Srebrenica während des Bosnienkrieges
- Hamza Alić (* 1979), Kugelstoßer